# Матхбария
Матхбария (бенг. মঠবাড়িয়া, англ. Mathbaria) — город на юге Бангладеш, административный центр одноимённого подокруга. Площадь города равна 15,92 км². По данным переписи 2001 года, в городе проживало 16 573 человека, из которых мужчины составляли 52,07 %, женщины — соответственно 47,93 %. Плотность населения равнялась 1041 чел. на 1 км². Уровень грамотности населения составлял 51,5 % (при среднем по Бангладеш показателе 43,1 %). 